# Sheba Chhachhi
Sheba Chhachhi, née en 1958, est une photographe indienne d'origine éthiopienne. Elle est une militante pour les droits des femmes, écrivaine, cinéaste et artiste d'installation. Elle vit à New Delhi et a exposé ses œuvres en Inde et à l'étranger.
Les questions liées aux femmes et à l'impact des transformations urbaines inspirent la plupart des installations in situ et des œuvres indépendantes de Chhachhi. Son travail a été exposé dans neuf expositions personnelles en galerie dans 18 pays et a été vendu lors de quatre ventes aux enchères. Elle a également participé à cinq projets spéciaux et publié dans cinq collections publiques et muséales. En 2011, elle a reçu le Prix du Jury pour l'Art Contemporain du Musée d'Art de Singapour et, en 2017, le Prix Thun pour l'Art et l'Éthique.

## Jeunesse et éducation
Chhachhi est née en 1958 à Harar, en Éthiopie, où son père était en poste dans l'armée indienne. Il est rentré en Inde à l'âge de 3 ans. La famille déménageait fréquemment en raison du travail de son père. Elle se souvient de son adolescence: «J'ai passé une partie de mon adolescence à fréquenter des chanteurs folkloriques et des mystiques». Elle s'engage dans le mouvement féministe et fait ses études à l'Université de Delhi, puis a étudié à Chitrabani (Calcutta) et au National Institute of Design (NID) (Ahmedabad).

## Travaux majeurs
Chhachhi a commencé sa carrière dans les années 1980 par la photographie documentaire, chronique du mouvement féministe en Inde. Chhachhi a immortalisé les manifestations de masse à Delhi à la même époque.
Sa première exposition internationale, intitulée «Four Women Photographers», a été inaugurée à la galerie Horizon de Londres en 1988 dans le cadre du Spectrum Photography Festival. «Seven Lives in a Dream» (1998) a été la première d'une série de collaborations étroites avec ses sujets artistiques. Dans une interview accordée à ArtAsiaPacific en 2011, elle déclare: «Cela a transformé ma pratique, cette intersubjectivité où le sujet et le photographe créent ensemble. D'une certaine manière, c'était mon cheminement vers l'art.».
Elle a ensuite réinventé sa pratique artistique en s'orientant vers des installations photographiques utilisant des photographies, du texte, de la sculpture et des objets trouvés, qu'elle qualifie de «forme parfaite car elle réunit photographie, texte et sculpture». Ces installations multimédias explorent les questions de l'histoire, de l'expérience féminine, de la culture visuelle, de l'écologie urbaine, de la mémoire personnelle et collective, et revisitent des mondes marginaux: ceux des femmes, des mendiants, des formes de travail oubliées et le jeu entre mythe et social. Chhachhi crée des environnements immersifs, insufflant la contemplation au politique, tant dans des œuvres d'art public in situ que dans des œuvres indépendantes.
Son installation photographique, «When the Gun Is Raised, Dialogue Stops», fruit d'une collaboration avec l'écrivaine Sonia Jabbar, tente de créer un «troisième espace» où la voix des femmes du Cachemire puisse être entendue face aux violences qui ravagent la région. Elle a été inaugurée en tant qu'exposition personnelle au centre India Habitat de New Delhi en 2000. Chhachhi et Sonia Jabbar ont effectué de nombreuses visites au Cachemire et dans les camps de réfugiés afin de «réintroduire l'humain dans le discours», autrement brouillé par la violence. En 2004, Chhachhi réalisa une série de portraits de femmes ascètes en Inde. Intitulée «Les Filles du Gange : Rencontres avec des femmes ascètes, 1992-2004», elle fut exposée à Nature Morte, à New Delhi. Elle passa plus de dix ans à faire la connaissance de ces femmes sadhus et à documenter leur vie. Fascinée par la poésie des femmes ascètes de l'Inde ancienne et médiévale, elle découvrit un monde où ces femmes s'affranchissaient des contraintes codifiées de l'ordre social. Elle suivit ainsi de près les femmes ascètes du nord et de l'est de l'Inde, donnant naissance à «Les Filles du Gange». Elle explique: «Elles ne sont pas des épouses, elles ne sont pas des mères, elles ne sont pas des filles. Elles se réinventent en tant qu'êtres individuels... L'autodéfinition est en relation avec le métaphysique, et non le social.» Son œuvre, «Winged Pilgrims: A Chronicle», a été accueillie par la galerie Bose Pacia, à New York, en 2007. Une installation en plusieurs parties comprenant des sculptures, des caissons lumineux et une bande sonore enregistrée qui présentent diverses iconographies comme des oiseaux, des paysages et des personnages en robe articule le langage de la migration et une réponse à la mondialisation. Composée d'une série de paysages imaginaires et d'accessoires numériques entrecoupés de références à la sculpture indienne, à la miniature persane/moghole, à la peinture au pinceau chinoise et à la photographie documentaire, présentée à travers une boîte à lumière animée, l'œuvre a été exposée dans de nombreuses galeries. La boîte à lumière animée que Chhachhi a développée comme un nouveau médium artistique, utilise une série de couches d'images photographiques fixes et animées pour un effet quasi cinématographique. L'artiste l'utilise également dans ses œuvres ultérieures.
Ses recherches sur la mondialisation et ses effets sur les transformations urbaines se sont poursuivies avec l'installation vidéo «The Water Diviner» (2008), présentée par Volte, New Delhi et l'installation «Black Waters Will Burn» (2011),. Elle considère «The Water Diviner»  comme son œuvre préférée à ce jour. Elle explique que dans le texte sacré de l'hymne Yamuna, la rivière Yamuna est décrite comme une femme belle et sensuelle. Mais en réalité, Chhachhi la perçoit comme une forme féminine blessée.

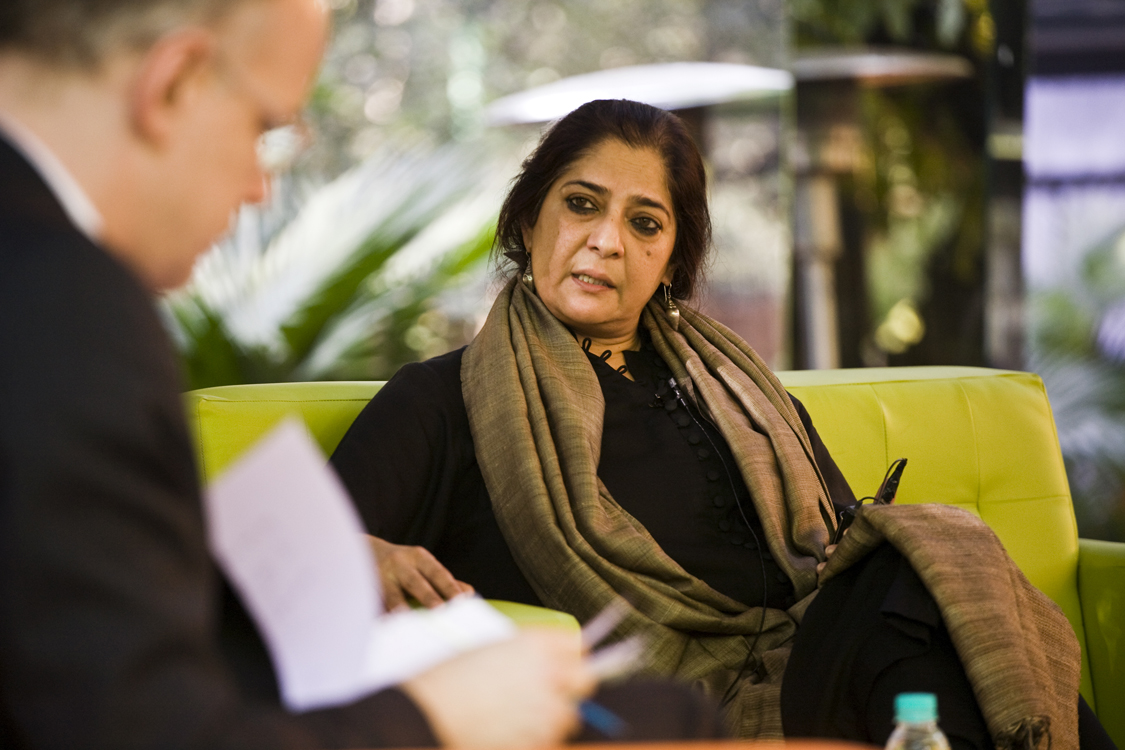
Sheba Chhachhi lors du marathon Hans Ulrich Obrist Khoj, 2011.

Chhachhi a également participé au documentaire «Trois femmes et une caméra» de Sabina Gadhioke (1998), consacré à trois femmes photographes indiennes: Sheba Chhachhi, Dayanita Singh et Homai Vyarawalla. Elle a également joué dans le court-métrage «Shakti» de Sonali Fernando (1992), dans le rôle d'une femme créative qui recycle les déchets qui l'entourent pour en faire des œuvres d'art.
Le travail de Chhachhi englobe la photographie documentaire, l'installation, la vidéo et les nouveaux médias, créant des environnements immersifs et intégrant le contemplatif au politique, tant dans des œuvres d'art public in situ que dans des œuvres indépendantes. Ses œuvres sont conservées dans d'importantes collections publiques et privées, notamment la Tate Modern de Londres; le Kiran Nadar Museum de Delhi; Bose Pacia de New York; le Singapore Art Museum et la National Gallery of Modern Art de New Delhi.

## Expositions
Les récentes expositions personnelles de Chhachhi incluent Agua de Luz, Volte Gallery, Mumbai (2016); Evoking the Pause, Dr. Bhau Daji Lad Museum, Mumbai (2011); et Luminarium, Volte Gallery Mumbai (2011).
Ses expositions collectives incluent:
- Part Narratives, Bikaner House, New Delhi, et Dr. Bhau Daji Lad Museum (2017)

- 50:50: Photography to Digital Imaging and Back, Birla Academy of Art and Culture, Kolkata (2017)
- Seven Lives & A Dream: Citizen, Tate Modern, Londres (2016-2017)
- Precariously Yours, Musée national des cultures du monde, Musée d'ethnologie, Leyde, Pays-Bas (2016)
- The Eye and the Mind: New Interventions in Contemporary Art, Musée d'art du Guangdong, Canton, Musée d'art de Chine, Shanghai, Musée d'art Minsheng, Pékin, et Galerie nationale d'art moderne, New Delhi (2015)
- Locust Time, Musée d'art de Chandigarh (2014) ; Eau, Festival Europalia, Grand Curtis Museum, Liège, Belgique (2013)
- Partout sauf maintenant, 4e Biennale de Thessalonique, Musée macédonien d'art contemporain, Thessalonique, Grèce (2013)
- Enregistrer/Résister: Zones de contact, Musée Kiran Nadar, Noida, Inde (2013)
- Le Devin d'eau: Amours difficiles, Musée Kiran Nadar, Saket, New Delhi (2013)
- Chimère: L'exposition des collectionneurs, Musée d'art de Singapour (2012)[16].